# Elachistocleis bumbameuboi
Elachistocleis bumbameuboi es una especie de anfibio anuro de la familia Microhylidae.

## Distribución geográfica
Esta especie es endémica de Maranhão en Brasil. Habita entre los 24 y 345 m de altitud.

## Publicación original
- Caramaschi, 2010 : Notes on the taxonomic status of Elachistocleis ovalis (Schneider, 1799) and description of five new species of Elachistocleis Parker, 1927 (Amphibia, Anura, Microhylidae). Boletim do Museu Nacional Nova Serie Río de Janeiro, Brasil, vol. 527, p. 1-30.[4]